# 8e arrondissement de Marseille
Pour les articles homonymes, voir 8e arrondissement.
Le 8e arrondissement de Marseille est l'un des 16 arrondissements de Marseille. Il fait partie du quatrième secteur de Marseille.
Celui-ci fait partie des arrondissements les plus aisés de Marseille avec les 7e, 9e et 12e arrondissements. Regroupant traditionnellement la grande bourgeoisie industrielle marseillaise, il est situé entre le parc national des Calanques au sud, et englobe ensuite approximativement l'ouest de l'axe formé par le chemin du Roy d'Espagne, le chemin du Lancier, l'avenue Ludovic Lègre, le boulevard Michelet et l'avenue du Prado jusqu'à la place Castellane au Nord.

## Quartiers

8e arrondissement de Marseille.

Il est divisé en 10 quartiers : Bonneveine, Les Goudes, Montredon, Périer, La Plage, La Pointe Rouge, Le Rouet, Saint-Giniez, Sainte-Anne et Vieille Chapelle et 29 IRIS dont 28 IRIS d'habitation et le Parc Borély.

## Transports en commun
Cet arrondissement est desservi par deux stations de la ligne 2 du métro de Marseille :
- Périer
- Rond-Point du Prado

Les lignes de bus suivantes le desservent :                  N1 

## Lieux et monuments
- Plages du Prado, statue du David, 7 portes de Jérusalem, monument à Rimbaud
- Parc Borély, Musée des Arts décoratifs, de la Faïence et de la Mode
- Cité radieuse (Le Corbusier)
- Promenade de l'Huveaune

## Démographie
En 2022, l'arrondissement comptait 83 414 habitants.
| 1968   | 1975   | 1982   | 1990   | 1999   | 2006   | 2011   | 2016   | 2021   |
| ------ | ------ | ------ | ------ | ------ | ------ | ------ | ------ | ------ |
| 70 606 | 74 754 | 76 776 | 79 081 | 75 419 | 77 882 | 77 683 | 80 724 | 82 609 |

| 2022   | - | - | - | - | - | - | - | - |
| ------ | - | - | - | - | - | - | - | - |
| 83 414 | - | - | - | - | - | - | - | - |

### Population des quartiers du8earrondissementde Marseille
| quartier         | population 1990 | population 1999 | population 2006 | population 2015 | superficie (ha) | densité 2015 (hab/ha) |
| ---------------- | --------------- | --------------- | --------------- | --------------- | --------------- | --------------------- |
| Bonneveine       | 4 902           | 4 706           | 4 970           | 5 148           | 125,4           | 41,0                  |
| Les Goudes       | 393             | 423             | 235             | 495             | 622,8           | 0,8                   |
| Montredon        | 5 054           | 4 858           | 4 880           | 4 905           | 345,9           | 14,2                  |
| Périer           | 13 995          | 12 706          | 13 518          | 12 897          | 118,9           | 108,5                 |
| La Plage         | 2 886           | 2 337           | 2 951           | 2 509           | 92,0            | 27,3                  |
| La Pointe Rouge  | 9 105           | 9 054           | 8 681           | 8 227           | 191,0           | 43,1                  |
| Le Rouet         | 8 973           | 9 078           | 11 104          | 12 178          | 64,7            | 188,2                 |
| Saint-Giniez     | 14 189          | 13 836          | 13 043          | 13 606          | 150,8           | 90,2                  |
| Sainte-Anne      | 11 331          | 10 246          | 10 238          | 9 919           | 166,6           | 59,6                  |
| Vieille Chapelle | 8 052           | 8 102           | 8 262           | 8 181           | 118,1           | 69,3                  |
| Total            | 78 880          | 75 346          | 77 882          | 78 065          | 1996,2          | 39,1                  |

### Éducation et Formation par quartiers en 2006
| Quartier         | 15 ans et + non scolarisés | total sans diplômes | % sans diplômes | total au moins BAC+3 | % au moins BAC+3 |
| ---------------- | -------------------------- | ------------------- | --------------- | -------------------- | ---------------- |
| Bonneveine       | 3 942                      | 516                 | 13,08 %         | 940                  | 23,84 %          |
| Les Goudes       | 196                        | 19                  | 9,94 %          | 47                   | 23,91 %          |
| Montredon        | 3 646                      | 713                 | 19,54 %         | 759                  | 20,82 %          |
| Périer           | 10 041                     | 1 184               | 11,79 %         | 3 786                | 37,71 %          |
| La Plage         | 2 213                      | 250                 | 11,28 %         | 555                  | 25,09 %          |
| La Pointe Rouge  | 6 441                      | 495                 | 7,69 %          | 1 706                | 26,48 %          |
| Le Rouet         | 8 183                      | 1 567               | 19,15 %         | 1 418                | 17,33 %          |
| Saint-Giniez     | 10 102                     | 1 470               | 14,56 %         | 2 577                | 25,51 %          |
| Sainte-Anne      | 7 520                      | 918                 | 12,21 %         | 1 631                | 21,69 %          |
| Vieille Chapelle | 6 193                      | 766                 | 12,37 %         | 1 314                | 21,22 %          |
| Arrondissement   | 58 477                     | 7 899               | 13,51 %         | 14 734               | 27,20 %          |
| Total Marseille  | 590 908                    | 149 305             | 25,27 %         | 79 435               | 13,44 %          |

### Taux de chômage par quartiers en 2006
| Quartier         | Population active | Nombre de chômeurs | Taux de chômage |
| ---------------- | ----------------- | ------------------ | --------------- |
| Bonneveine       | 2 318             | 252                | 10,89 %         |
| Les Goudes       | 102               | 8                  | 8,09 %          |
| Montredon        | 2 040             | 250                | 12,28 %         |
| Périer           | 5 355             | 634                | 11,83 %         |
| La Plage         | 1 256             | 105                | 8,37 %          |
| La Pointe Rouge  | 3 800             | 285                | 7,51 %          |
| Le Rouet         | 5 227             | 718                | 13,75 %         |
| Saint-Giniez     | 5 260             | 560                | 10,64 %         |
| Sainte-Anne      | 4 250             | 426                | 10,02 %         |
| Vieille Chapelle | 3 789             | 427                | 11,27 %         |
| Arrondissement   | 33 397            | 3 666              | 10,98 %         |
| Total Marseille  | 352 855           | 64 330             | 18,23 %         |

### Les bénéficiaires de la couverture maladie universelle complémentaire (CMU-C) par quartiers
La CMU complémentaire (CMU-C) est une complémentaire santé gratuite qui prend en charge ce qui n'est pas couvert par les régimes d'assurance maladie obligatoire elle est attribuée sous condition de (faibles) ressources.
Bénéficiaires de la CMU-C par IRIS en 2008
| Quartier         | population couverte 2008 | bénéficiaires CMU-C 2008 | % bénéficiaires 2008 |
| ---------------- | ------------------------ | ------------------------ | -------------------- |
| Bonneveine       | 3 872                    | 176                      | 4,55 %               |
| Les Goudes       | 595                      | 24                       | 4,03 %               |
| Montredon        | 4 108                    | 303                      | 7,38 %               |
| Périer           | 10 380                   | 406                      | 3,91 %               |
| La Plage         | 1 997                    | 89                       | 4,46 %               |
| La Pointe Rouge  | 6 262                    | 207                      | 3,31 %               |
| Le Rouet         | 8 768                    | 649                      | 7,40 %               |
| Saint-Giniez     | 10 633                   | 423                      | 3,98 %               |
| Sainte-Anne      | 7 235                    | 270                      | 3,73 %               |
| Vieille Chapelle | 6 193                    | 289                      | 4,67 %               |
| Arrondissement   | 60 043                   | 2 837                    | 4,72 %               |
| Total Marseille  | 718 664                  | 132 156                  | 18,39 %              |

### Les familles par quartiers en 2006
Familles monoparentales et familles de 4 enfants au 1er janvier 2006
| Quartier             | familles | dont monoparentales | % familles monoparentales | familles de 4 enfants et + | % familles 4 enfants et + |
| -------------------- | -------- | ------------------- | ------------------------- | -------------------------- | ------------------------- |
| Bonneveine           | 1 379    | 194                 | 14,08 %                   | 9                          | 0,63 %                    |
| Les Goudes           | 64       | 6                   | 9,72 %                    | 0                          | 0,00 %                    |
| Montredon            | 1 332    | 233                 | 17,47 %                   | 16                         | 1,17 %                    |
| Périer               | 3 592    | 438                 | 12,19 %                   | 65                         | 1,81 %                    |
| La Plage             | 867      | 151                 | 17,40 %                   | 14                         | 1,59 %                    |
| La Pointe Rouge      | 2 609    | 370                 | 14,17 %                   | 31                         | 1,17 %                    |
| Le Rouet             | 2 821    | 545                 | 19,31 %                   | 47                         | 1,68 %                    |
| Saint-Giniez         | 3 449    | 589                 | 17,09 %                   | 33                         | 0,96 %                    |
| Sainte-Anne          | 2 897    | 466                 | 16,10 %                   | 27                         | 0,94 %                    |
| Vieille Chapelle     | 2 449    | 432                 | 17,66 %                   | 32                         | 1,31 %                    |
| Total arrondissement | 21 461   | 3 425               | 15,96 %                   | 273                        | 1,27 %                    |
| Total Marseille      | 213 538  | 46 568              | 21,81 %                   | 8 414                      | 3,94 %                    |

### Logements par quartiers au 8/3/1999
| Quartier         | % locataires | % immeubles collectifs | % 4 pièces et plus |
| ---------------- | ------------ | ---------------------- | ------------------ |
| Bonneveine       | 33,67 %      | 78,79 %                | 37,23 %            |
| Les Goudes       | 31,78 %      | 10,28 %                | 22,43 %            |
| Montredon        | 43,63 %      | 51,35 %                | 45,68 %            |
| Périer           | 35,20 %      | 93,89 %                | 48,54 %            |
| La Plage         | 52,11 %      | 80,54 %                | 36,86 %            |
| La Pointe Rouge  | 26,40 %      | 85,36 %                | 53,51 %            |
| Le Rouet         | 53,15 %      | 96,57 %                | 24,59 %            |
| Saint-Giniez     | 50,67 %      | 96,27 %                | 41,86 %            |
| Sainte-Anne      | 38,08 %      | 83,66 %                | 45,32 %            |
| Vieille Chapelle | 44,17 %      | 80,71 %                | 42,83 %            |
| Arrondissement   | 41,88 %      | 86,63 %                | 42,20 %            |
| Total Marseille  | 51,73 %      | 82,86 %                | 38,21 %            |

### Population des quartiers par tranches d'âge au 8/3/1999
| Quartier         | % 0-19 ans | % 20-39 ans | % 40-59 ans | % 60-74 ans | % 75 ans et + |
| ---------------- | ---------- | ----------- | ----------- | ----------- | ------------- |
| Bonneveine       | 18,49 %    | 25,56 %     | 29,35 %     | 16,49 %     | 10,11 %       |
| Les Goudes       | 14,18 %    | 24,11 %     | 30,97 %     | 20,33 %     | 10,40 %       |
| Montredon        | 21,39 %    | 22,83 %     | 29,15 %     | 16,14 %     | 10,50 %       |
| Périer           | 18,49 %    | 25,56 %     | 29,35 %     | 16,49 %     | 10,11 %       |
| La Plage         | 20,81 %    | 22,47 %     | 28,24 %     | 16,02 %     | 12,47 %       |
| La Pointe Rouge  | 21,96 %    | 23,22 %     | 27,69 %     | 17,10 %     | 10,04 %       |
| Le Rouet         | 18,80 %    | 30,63 %     | 24,93 %     | 14,87 %     | 10,76 %       |
| Saint-Giniez     | 16,38 %    | 22,64 %     | 25,11 %     | 19,72 %     | 16,15 %       |
| Sainte-Anne      | 19,81 %    | 24,88 %     | 27,46 %     | 16,74 %     | 11,11 %       |
| Vieille Chapelle | 22,57 %    | 24,93 %     | 30,86 %     | 14,31 %     | 7,33 %        |
| Arrondissement   | 19,76 %    | 24,50 %     | 27,54 %     | 16,63 %     | 11,59 %       |
| Total Marseille  | 23,16 %    | 28,67 %     | 24,84 %     | 14,18 %     | 9,16 %        |

## Économie

### Revenus de la population et fiscalité
En 2010, le revenu fiscal médian par ménage était de 32 444 €, ce qui plaçait le 8e arrondissement au 1er rang parmi les 16 arrondissements de Marseille.

## Résultats électoraux
| Scrutin             | Scrutin             | 1er tour | 1er tour | 1er tour | 1er tour | 1er tour | 1er tour | 1er tour | 1er tour | 1er tour | 1er tour | 1er tour | 1er tour | 2d tour | 2d tour | 2d tour | 2d tour | 2d tour | 2d tour |
| Scrutin             | Scrutin             | 1er      | 1er      | %        | 2e       | 2e       | %        | 3e       | 3e       | %        | 4e       | 4e       | %        | 1er     | 1er     | %       | 2e      | 2e      | %       |
| ------------------- | ------------------- | -------- | -------- | -------- | -------- | -------- | -------- | -------- | -------- | -------- | -------- | -------- | -------- | ------- | ------- | ------- | ------- | ------- | ------- |
| Présidentielle 2017 | Présidentielle 2017 |          | LR       | 34,59    |          | EM       | 23,64    |          | FN       | 16,99    |          | LFI      | 15,04    |         | EM      | 70,50   |         | FN      | 29,50   |
| Présidentielle 2022 | Présidentielle 2022 |          | LREM     | 31,86    |          | RN       | 17,09    |          | LFI      | 16,97    |          | REC      | 16,04    |         | LREM    | 64,59   |         | RN      | 35,41   |
| Législatives 2022   | 2e                  |          | LREM-Ens | 31,64    |          | LE-Nupes | 22,88    |          | RN       | 16,84    |          | LR       | 11,80    |         | LREM    | 64,05   |         | LE      | 35,95   |
| Législatives 2024   | 2e                  |          | PS-NFP   | 25,69    |          | RN       | 33,18    |          | Ren-Ens  | 27,68    |          | LR       | 9,54     |         | PS      | 51,15   |         | RN      | 48,85   |